# 郭崇立
郭崇立（？—），中华人民共和国政治人物、外交官。曾任中华人民共和国驻牙买加特命全权大使、中华人民共和国驻肯尼亚共和国特命全权大使和外交部档案馆馆长。

## 生平
郭崇立曾任中华人民共和国外交部新闻司副司长、世界知识出版社总编辑。2000年7月，出任中华人民共和国驻牙买加大使。2003年4月，出任中华人民共和国驻肯尼亚大使。2006年12月，任外交部档案馆馆长。